# 斯潘塞鎮區 (密歇根州)
斯潘塞鎮區（英語：Spencer Township）是位於美國密歇根州肯特縣的一個行政鎮區。

## 地方資料
斯潘塞鎮區的面積為94.95平方千米，當中陸地面積為87.98平方千米，而水域面積為6.97平方千米。根據2020年美國人口普查的數據，當地共有人口4163人，而人口密度為每平方千米43.84人。